# 普沃斯卡河
53°11′38″N 23°24′28″E / 53.1939°N 23.4079°E

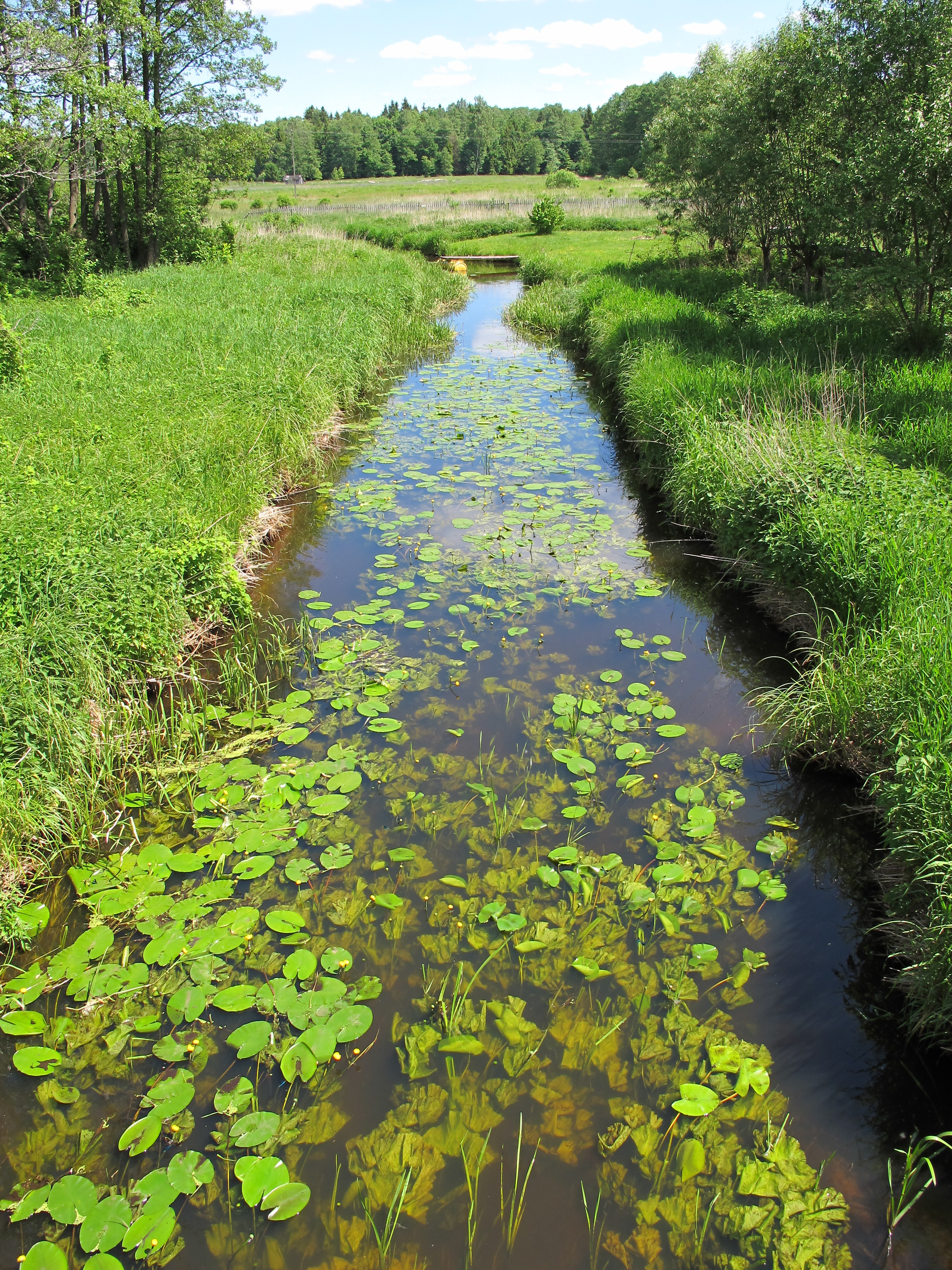

普沃斯卡河是波蘭的河流，位於該國東北部，處於波德拉謝省，屬於蘇普拉希爾河的左支流，河道全長24公里，流域面積216平方公里，是泛舟的熱門地點。